# 妙伝寺 (沼津市)
妙傳寺（みょうでんじ）は、静岡県沼津市にある法華宗本門流の寺院。

## 歴史
1604年（慶長9年）、日典の開基である。日典の俗名は「市川七郎左衛門家吉」である。当時の沼津藩の藩主大久保忠佐の菩提寺となっている。ただし忠佐に後継者がいなかったため、沼津大久保家は一代で無嗣断絶し改易となっている。
当寺には忠佐の墓の他、忠佐ゆかりの品々を所蔵している。

## 交通アクセス
- 沼津駅より徒歩21分。